# 单瓣狗牙花
单瓣狗牙花（学名：Ervatamia divaricata）为夹竹桃科狗牙花属下的一个种。

## 扩展阅读
- 維基物種上的相關：单瓣狗牙花